# 分子克隆
分子克隆（英語：Molecular cloning）又譯分子選殖、分子純化繁殖，指分離一個已知DNA序列，並以活體內方式獲得許多複製品的過程。这一复制过程经常被用于增加並獲取DNA片段中的基因，但因為這個方法本身使用了基因剪貼的技術，也可用来增加某些任意的DNA序列，如啟動子、非編碼序列、化學合成的寡核苷酸或是隨機的DNA片段。
分子克隆目前多應用於基因克隆（英語：Gene cloning，又譯基因选殖），是指由基因組或DNA中選取並分離單個基因，將此單個基因導入宿主細胞中，進行擴增而複製出許多相同拷貝的過程。